# De Ploeg

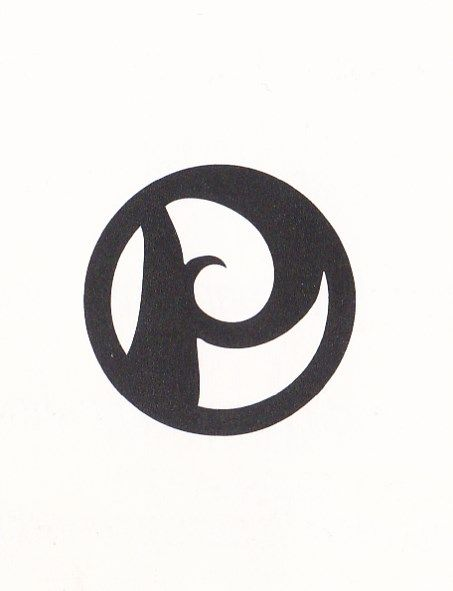
Logo von De Ploeg, Entwurf Alida Pott

De Ploeg (dt. Der Pflug / Die Mannschaft / Die Schicht) ist eine 1918 in Groningen gegründete Künstlervereinigung, die bis heute besteht.
Die Gruppe wurde am 5. Juni 1918 von jungen Studenten der Groninger Kunstakademie Minerva gegründet, nachdem 1918 die Einsendungen einiger von ihnen für die Frühjahrsausstellung der Vereinigung „Kunstlievend Genootschap Pictura“ zurückgewiesen wurden. Federführend waren Jan Wiegers, George Martens, Jan Altink und Johan Dijkstra. Kurz darauf kamen Alida Pott, Jan G. Jordens, Job Hansen, Ekke Kleima, Simon Steenmeijer und 1919 der Drucker und Grafiker Hendrik Nicolaas Werkman dazu. Willem Reinders, Toon Benes, Jan van der Zee, Wobbe Alkema, Jannes de Vries, Hendrik de Vries, Johan Faber und Job Hansen wurden später ebenfalls Mitglieder.
Der Name stammte von Jan Altink, der der Meinung war, dass in Groningen noch ein großes Gebiet der modernen Kunst urbar gemacht werden müsse. Jeder, der sich ernsthaft mit Kunst beschäftigen wollte, konnte Mitglied werden, es gab kein inhaltliches Programm. Vorrangiges Ziel der Gruppe war, in Groningen mehr Möglichkeiten für Ausstellungen und künstlerische Zusammenarbeit zu schaffen. Durch Lesungen, Ausstellungen und Schriften wurden Künstler und Publikum über neue Entwicklungen in der Kunst informiert.
In der Gruppe bildeten sich bald zwei Richtungen heraus: eine expressionistische (u. a. mit Jan Wiegers, Johan Dijkstra und Jan Altink) und eine konstruktivistische (mit Wobbe Alkema und Hendrik Werkman). Jan Wiegers, der 1920 eine Zeitlang in Frauenkirch wohnte und sich dort mit Ernst Ludwig Kirchner anfreundete, stellte seinen Malerkollegen im Frühjahr 1921 seine von Kirchner inspirierten farbenfrohen Bilder vor, die großen Anklang fanden und den Malstil, der sich durch ungemischte, helle Farben, große Flächen, und vereinfachte Formen auszeichnete, in der Gruppe populär machten. Die bedeutendste Phase der Gruppe war während der Jahre 1923 bis 1927, als in der Gruppe internationale expressionistische Strömungen umgesetzt wurden. Ab 1928 kehrten einige der Maler wieder zu einem gemäßigten Impressionismus zurück oder zogen weg.
Anlässlich des 15-jährigen Bestehens von „De Ploeg“ organisierte die Gruppe im März 1933 in Groningen eine namhafte internationale Ausstellung moderner Kunst, mit Leihgaben niederländischer Museen, von Privatsammlern und Kunsthändlern aus dem In- und Ausland, die große Beachtung fand. Es wurden 150 Werke von etwa 100 Künstlerngezeigt, darunter Barlach, Beckmann, Campendonck, Corinth, Dix, Grosz, Heckel, Hofer, Kandinsky, Klee, Kokoschka, Kollwitz, Macke, Marc, Mueller, Munch, Pechstein, Rohlfs, Schmidt-Rottluff, Ensor, Masereel, De Smet, Permeke, De  Chirico, Modigliani, Severini, Chagall, van Dongen, Derain, Léger, Matisse, Picasso, Rouault, De Vlaminck und Zadkine. Nach der Besetzung der Niederlande durch die deutsche Wehrmacht am 10. Mai 1940 und der von den deutschen Besatzern während des Zweiten Weltkriegs eingerichteten Kontroll- und Zensurinstitution „Nederlandsche Kultuurkamer“ Anfang 1942, kam die Vereinstätigkeit von „De Ploeg“ zum Erliegen, da die meisten Künstler den Beitritt verweigerten und nicht mehr ausstellen durften.
Nach Kriegsende nahm die Gruppe ihre Tätigkeit wieder auf, fand aber mit ihrer figurativen und geometrisch-abstrakten Kunstausrichtung kein größeres öffentliches Interesse mehr. Erst als Anfang 1955 der Kunstschriftsteller und -kritiker Jos de Gruyter als Direktor des Groninger Museums Werke von „De Ploeg“ für die Sammlung kaufte, wuchs das Interesse für den Groninger Expressionismus wieder. Das Museum zeigt seit der Eröffnung eines neuen Museumsgebäudes im Jahre 1994 im „Ploeg-Pavillon“, einer eigenen Abteilung mit sieben Ausstellungsräumen, ausschließlich Werke des nordeuropäischen Expressionismus und Einzelausstellungen von „Ploeg“-Künstlern.